# De Witt Township (Missouri)
De Witt Township est un township du comté de Carroll dans le Missouri, aux États-Unis,. Le township est fondé en 1872 et baptisé en référence à la ville de De Witt.

## Source de la traduction
- (en) Cet article est partiellement ou en totalité issu de l’article de Wikipédia en anglais intitulé « De Witt Township, Carroll County, Missouri » (voir la liste des auteurs).